# Château de Chavagne
Le château de Chavagne est un château situé à Sucé-sur-Erdre, en France.

## Description
L'édifice remonte à la fin du XIVe siècle, mais a reçu des agrandissements et remaniements aux XVIe siècle, XVIIe siècle et XIXe siècle. Il comprend deux corps de logis encadrant une tour octogonale. On y voit une ancienne porte surmontée d'un blason, peut-être celui de la famille de Saffré.

## Localisation
Le château est situé sur la commune de Sucé-sur-Erdre, dans le département de la Loire-Atlantique, à une quinzaine de km au nord de Nantes. Il ne faut pas faire de confusion avec la commune de Chavagne (Ille-et-Vilaine), près de Rennes.

## Historique
Le premier seigneur et bâtisseur, vers 1370, est Pierre de Saffré, seigneur de Bougon, qui fut grand veneur du duc Jean V de Bretagne. Il a construit le château primitif sur les ruines d'une simple maison, ancien rendez-vous de chasse. La propriété resta dans la famille de Saffré jusqu'en 1489. En 1571, elle fut rachetée par Jean Morin de La Sorinière, sieur de La Marchanderie et de La Rossinière, magistrat nantais, qui fut Premier Président de la Chambre des comptes de Bretagne, et maire de Nantes en 1571 et 1572.
En 1599 ou 1600, sa fille Jeanne Morin épousa Joachim Descartes, conseiller au Parlement de Bretagne, père du philosophe René Descartes (né d'un premier lit en 1596). De cette union naquit en 1602 Joachim II Descartes, dit « Descartes de Chavagne », conseiller au Parlement de Bretagne de 1625 à 1678 (mort en 1680). Le château entra dans la famille Descartes par héritage en 1609 et devint désormais l'une des deux résidences de Joachim Descartes, puis des « Descartes de Chavagne » (avec leur hôtel particulier de Rennes). Le registre d'état-civil de Sucé-sur-Erdre porte la signature de René Descartes à quatre reprises (en 1617, 1622, 1628 et 1644), témoignage de séjours du philosophe au château et de naissances dans la famille. En 1688, la propriété fut vendue par Joachim III (fils de Joachim II) à Claude Luzeau de la Grande-Noë, conseiller du Roi et époux de Madeleine Bidé de la Bothinière. Il passe en 1759 à Louis Maurice Luzeau de la Mulonnière (père de Henri-Auguste Luzeau de la Mulonnière, mort martyr en 1792).
Le bâtiment a été inscrit au titre des monuments historiques en 1994.

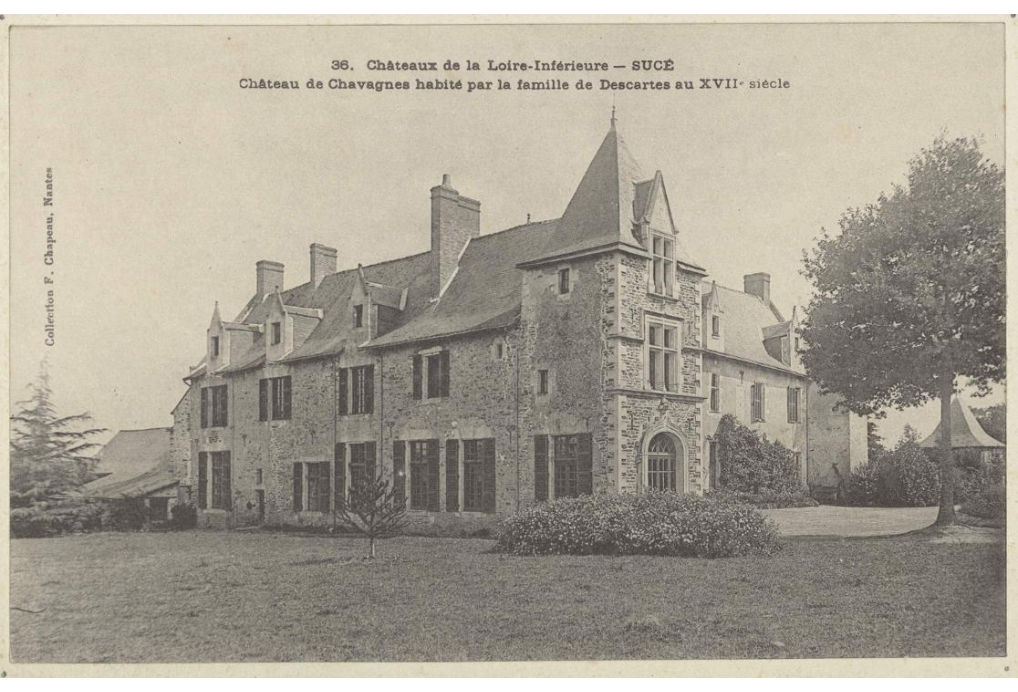

### Sources
- Stéphane Pajot, Nantes histoire de rues, Les Sables d'Olonne, d'Orbestier, 2010, 215 p. (ISBN 978-2-84238-126-4).